# Aeroportul Gachsaran
Aeroportul Gachsaran (IATA: GCH, ICAO: OIAH) este un aeroport din Provincia Kohgiluyeh și Boyer-Ahmad⁠(d), Iran ce deservește zona Gachsaran.
aeroportul dispune de o singură pistă.